# ホテルオークラ
株式会社ホテルオークラ（英: HOTEL OKURA CO., LTD.）は、 東京都港区虎ノ門二丁目に本社を置く、日本のホテル運営グループの事業持株会社。
同社のグループが運営するThe Okura Tokyoは、日本では「老舗ホテル」とされており、帝国ホテル東京、ホテルニューオータニとともに、ホテルの「御三家」と称される。2015年10月1日よりホテルチェーン（オークラ ホテルズ & リゾーツ）運営部門は子会社の株式会社オークラニッコーホテルマネジメントに承継された が、オークラ ホテルズ & リゾーツの各ホテルについても、本項で記述する。

## 概説
ホテルオークラは、大倉喜八郎の長男で、大倉財閥の二代目である大倉喜七郎によって設立された。公職追放により帝国ホテルを離れた大倉は、日本国憲法の制定により、華族としての待遇も奪われる。しかし、国内屈指の工芸家たちへ日本の美を以って諸外国の貴賓を迎えるホテルの理念を熱心に説き、その協力を得てホテルオークラを開業させた。明治以降の日本に存在したであろう貴族の精神を証明するという野心と「最後の男爵」としての意地により、「帝国ホテルを超えるホテル」をコンセプトに設立されたホテルである。
東京本館が大倉邸の敷地に、別館は日本航空の創業者である松方三郎邸の敷地を利用して作られた。初代社長は野田岩次郎。また、敷地内には日本の私立美術館の草分けである「大倉集古館」（1917年（大正6年）8月開館）があり、大倉家の蒐集物を博覧に供している。
2008年（平成20年）5月30日に、以前から提携関係にあったリーガロイヤルホテルを運営する株式会社ロイヤルホテルと戦略的業務提携を行ない、宿泊業務のセールス・マーケティングを行う合弁会社の株式会社オレンジマーケティングサービスジャパンを同年6月に設立、同年7月から運営を開始した。しかし後に同社の株主はホテルオークラとJALホテルズの2社のみとなり、2015年10月1日にホテルチェーン運営部門を吸収分割でJALホテルズに統合、オークラニッコーホテルマネジメントとなった。
傘下のチェーンであるオークラホテルズ&リゾーツは、国内ではホテルオークラ東京をはじめ、札幌市・千葉市・浜松市・京都市・神戸市・福岡市・新潟市、海外にはアムステルダム・上海・ソウルなどにある。
企業理念は「Best ACS」（A:Accommodation、C:Cuisine、S:Service＝最高の設備、最高の料理、最高のサービス）としている。
なお、同様にホテルを展開する香川県のオークラホテル、あるいは大阪府の大倉 (企業)とは何ら関係がない。

## 歴史
- 1958年（昭和33年）12月11日 - 大成観光株式会社として創立。
- 1959年（昭和34年）7月27日 - ホテル名をホテルオークラと決定。
- 1962年（昭和37年）5月20日 - ホテルオークラ（現ホテルオークラ東京）が開業。
- 1963年（昭和38年）5月 - 会員組織として「オークラクラブ」を発足。
- 1966年（昭和41年）2月15日 - 海外進出第1弾、インドネシア、サムドラビーチホテル設立。
- 1971年（昭和47年）7月 - 会員組織を「オークラクラブ・インターナショナル」（O.C.I）にリニューアル。
- 1978年（昭和53年）9月1日 - 8ホテルの構成でホテルオークラチェーンが発足。
- 1987年（昭和62年）1月1日 - 会社名を大成観光株式会社から株式会社ホテルオークラに変更。
- 1996年（平成08年） - ホテルオークラ音楽賞を創設。
- 1998年（平成10年）1月1日 - グループ名をホテルオークラチェーンからオークラ ホテルズ & リゾーツ(OHR) に変更。
- 2001年（平成13年）
  - 4月1日 - コミュニティホテルとしてオークラフロンティアホテルの展開を開始。
  - 10月1日 - 株式会社ホテルオークラ、株式会社ホテルオークラ東京に分社。
- 2006年（平成18年）10月31日 - バンヤンツリー ホテルズ＆リゾーツと提携。
- 2007年（平成19年）9月4日 - タージ・ホテルズ・リゾーツ&パレスと提携。（2017年契約終了）
- 2008年（平成20年）5月30日 - 株式会社ロイヤルホテルと戦略的業務提携。
- 2010年（平成22年）9月30日 - 経営再建中の日本航空よりJALホテルズ（現オークラニッコーホテルマネジメント）の株式の79.6%を取得。
- 2011年（平成23年）4月1日 - ザ・プライベート・レーベル・カンパニーと海外営業活動に関する業務提携。
- 2012年（平成24年）
  - 4月10日 - JALホテルズと予約システムを統合。
  - 5月1日 - 「オークラクラブ・インターナショナル」をリニューアル。
- 2015年（平成27年）
  - 8月31日 - ホテルオークラ東京の本館を閉館。
  - 10月1日 - ホテルチェーン運営部門をJALホテルズに承継し、JALホテルズはオークラニッコーホテルマネジメントに商号変更。
- 2019年（平成31年/令和元年）
  - 9月12日 - 本館の建て替えが完了、「The Okura Tokyo」として再開業。
- 2020年（令和2年）
  - 4月1日 - オークラフロンティアホテルつくばをJALホテルズのブランドに変更。本館は「ホテル日航つくば」、エポカル館は「ホテルJALシティつくば」となる。これによりオークラフロンティアホテルの運営は終了する。

## 歴代社長
松井幹雄までは『日本官僚制総合事典 : 1868-2000』による。
大成観光
- 秋山龍：1958年12月 - 1959年5月
- 野田岩次郎：1959年5月 - 1972年5月
- 青木寅雄：1972年5月 - 1981年6月
- 後藤達郎：1981年6月 - 1987年1月

ホテルオークラ
- 後藤達郎：1987年1月 - 1992年6月
- 佐藤晃一：1992年6月 - 1995年6月
- 大崎磐夫：1995年6月 - 1999年6月
- 松井幹雄：1999年6月 - 2008年5月
- 荻田敏宏：2008年5月 - （現職）

ホテルオークラ東京
- 米谷雅彦：2001年 - 2004年
- 小川矩良：2004年 - 2009年
- 清原當博：2009年 - 2014年
- 池田正己：2014年 - 2019年6月
- 成瀬正治：2019年6月 - （現職）

## オークラ ホテルズ & リゾーツ
かつてはCity、Resort、Okura Frontier Selectionのカテゴリーが設けられていた。

### 国内チェーン
- 関東地方
  - The Okura Tokyo（東京都港区） - ホテルオークラとして1962年5月20日開業、1973年12月1日別館開業、2019年9月12日に現名称に改称。
    - 2011年12月2日、『ミシュランガイド東京・横浜・湘南2012』の「快適なホテル格付け順」で、「黒い家マーク5つ」を獲得。
    - 2019年9月12日、本館は建て替えられて再開業し、「The Okura Tokyo」へ改称。
    - 2020年9月末、別館営業終了。跡地は10月1日から2021年9月末までの予定で東京オリンピック・パラリンピック競技大会組織委員会に貸し出され、ボランティア用のユニホームの配布などに活用された[5]。

  - ホテルイースト21東京（東京都江東区） - 東京イースト21内に1992年9月21日開業、1998年6月1日技術指導契約締結、同年10月OHR加盟。
  - オークラ アカデミアパーク ホテル（千葉県木更津市） - かずさアカデミアパーク・かずさアーク内に1997年2月24日開業。2010年1月、オーナー会社で第三セクター形態の「株式会社かずさアカデミアパーク」が民事再生法の適用を受けたのち、同年11月にホテルオークラ、日本電波塔、マザー牧場らにより第三者割当増資を実施し営業を継続している。
  - フォレスト・イン 昭和館（東京都昭島市） - 昭和の森内に1998年11月20日開業、1999年10月OHR加盟。
  - ホテルオークラ東京ベイ（千葉県浦安市） - 東京ディズニーリゾート内に第一ホテル東京ベイとして1988年7月8日開業。第一ホテルが経営撤退し運営受託。2002年4月1日に現名称に改称してOHR加盟。
  - オークラ千葉ホテル（千葉市中央区） - 2000年3月30日に千葉県市町村職員共済組合と運営受託契約締結、2001年12月18日開業。
- 中部地方
  - ホテルオークラ新潟（新潟市中央区 - オークラホテル新潟として1978年10月8日開業、2002年2月1日にホテルオークラ新潟に改称し運営受託開始。2021年12月21日、ホテルオークラ新潟は所有する土地と建物を新潟市の日生ホールディングスが売却し、同時に定期建物賃貸借契約を結んだと発表[6]。今後もオークラとしての営業は継続される。
  - オークラアクトシティホテル浜松（浜松市中央区） - アクトシティ浜松内に1994年10月8日開業。
  - ホテル鹿島ノ森（長野県北佐久郡軽井沢町） - 1977年7月8日開業。
- 近畿地方
  - ホテルオークラ京都（京都市中京区） - 1888年に旅館「京都常盤」として創業、1895年に京都ホテルに改称、1994年7月10日全館建替開業、2001年11月22日業務提携契約締結、2002年1月OHR加盟、同年2月に京都ホテルオークラに改称、2022年1月に現名称。
    - 2011年12月2日、『ミシュランガイド京都・大阪・神戸・奈良2012』の「快適なホテル格付け順」で、「赤い家マーク4つ」を獲得。

  - ホテルオークラ神戸（神戸市中央区） - メリケンパーク内に1989年6月22日開業。
  - ホテルオークラ京都 岡崎別邸（京都市左京区）2022年1月開業[7]。
- 九州地方
  - ホテルオークラ福岡（福岡市博多区） - 博多リバレイン内に1999年3月1日開業。
  - ホテルオークラJRハウステンボス（長崎県佐世保市） - ハウステンボス内にハウステンボスジェイアール全日空ホテルとして1995年6月1日開業、2012年3月31日で全日空ホテルズとの契約終了、2012年4月1日より「ホテルオークラJRハウステンボス」に改称してOHR加盟。
  - SHIROYAMA HOTEL kagoshima（鹿児島市） - 城山観光ホテルとして1963年3月23日開業。2015年4月1日OHR加盟。2018年5月8日に現名称へ改称。

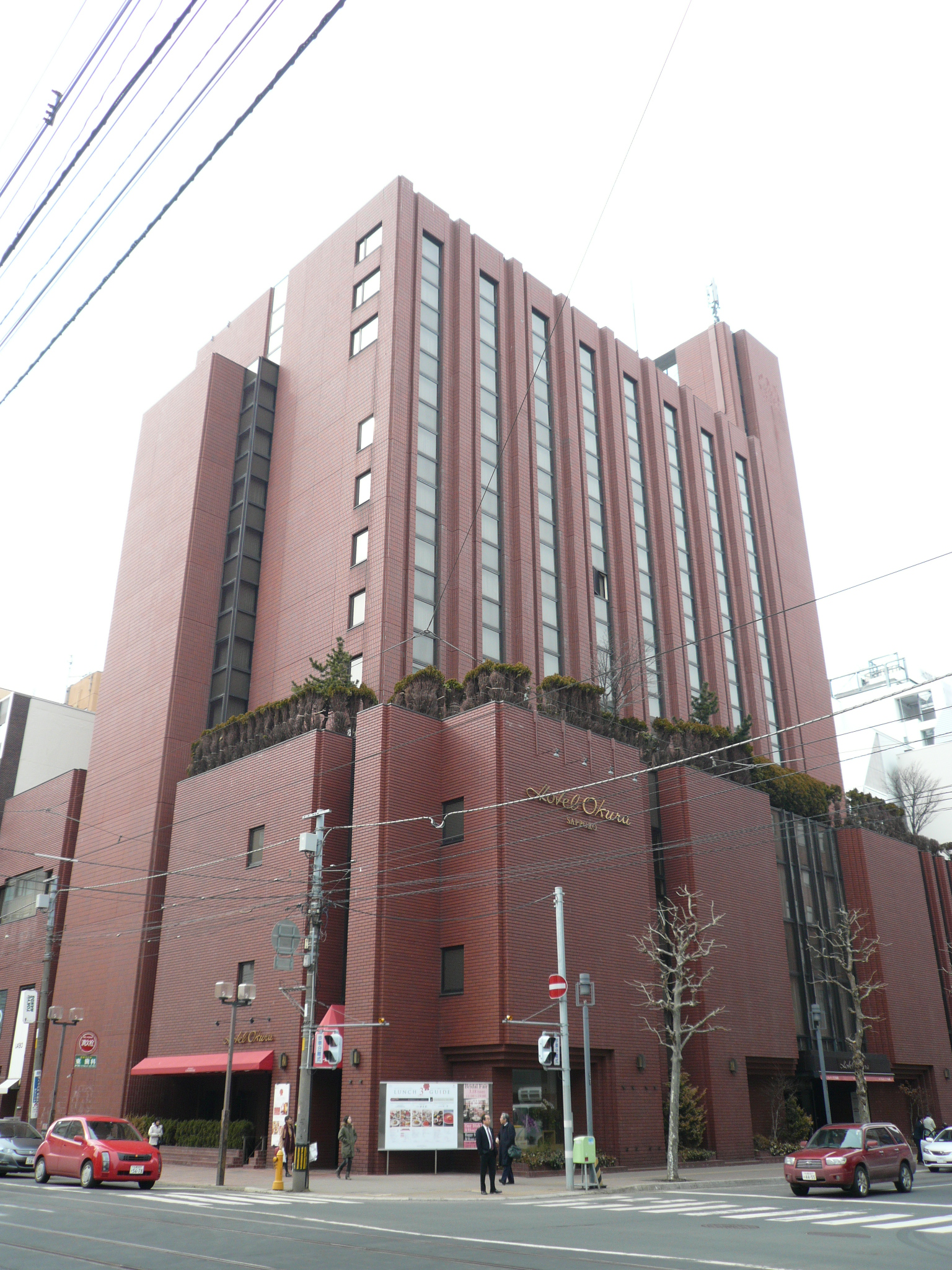
ホテルオークラ札幌
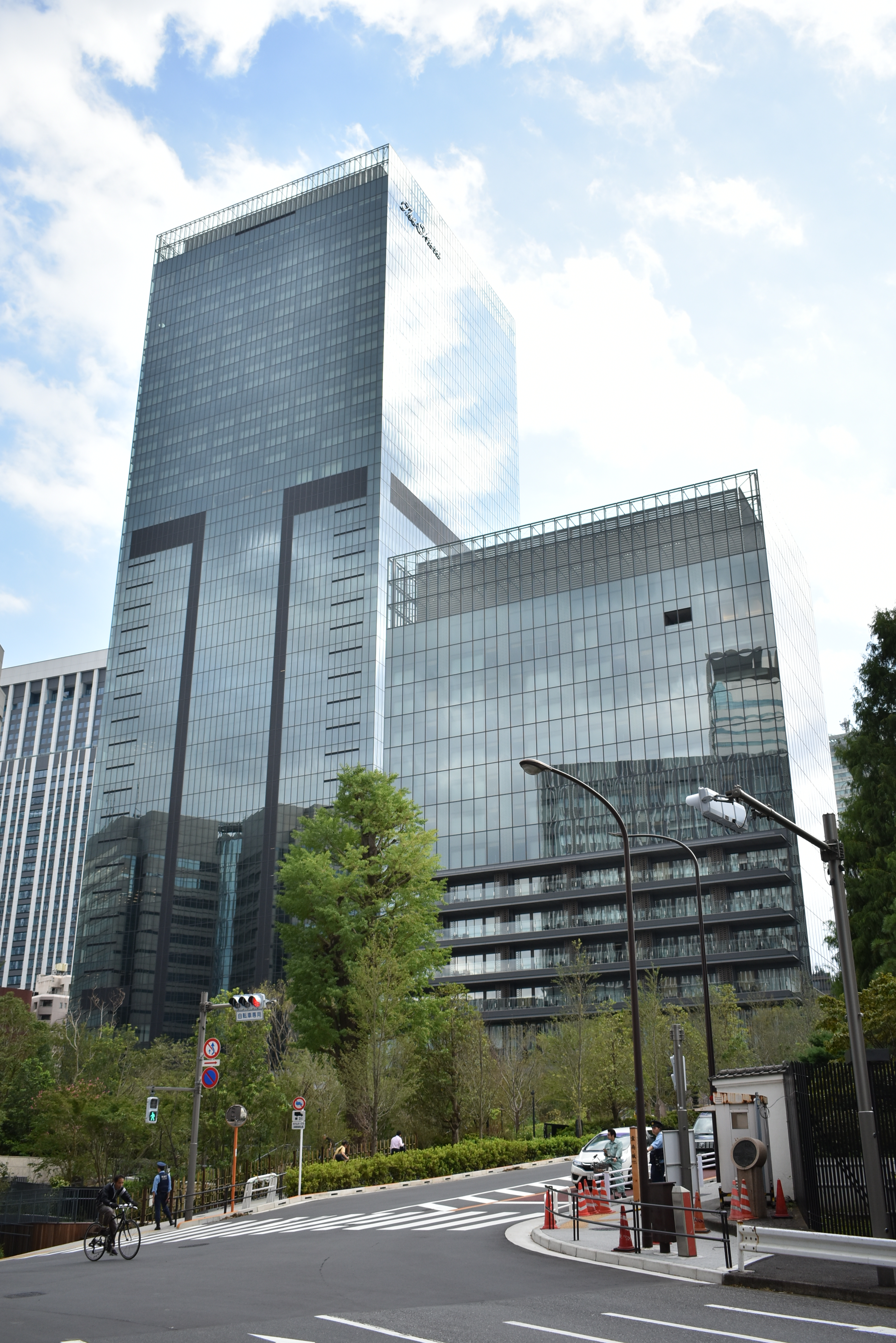
The Okura Tokyo
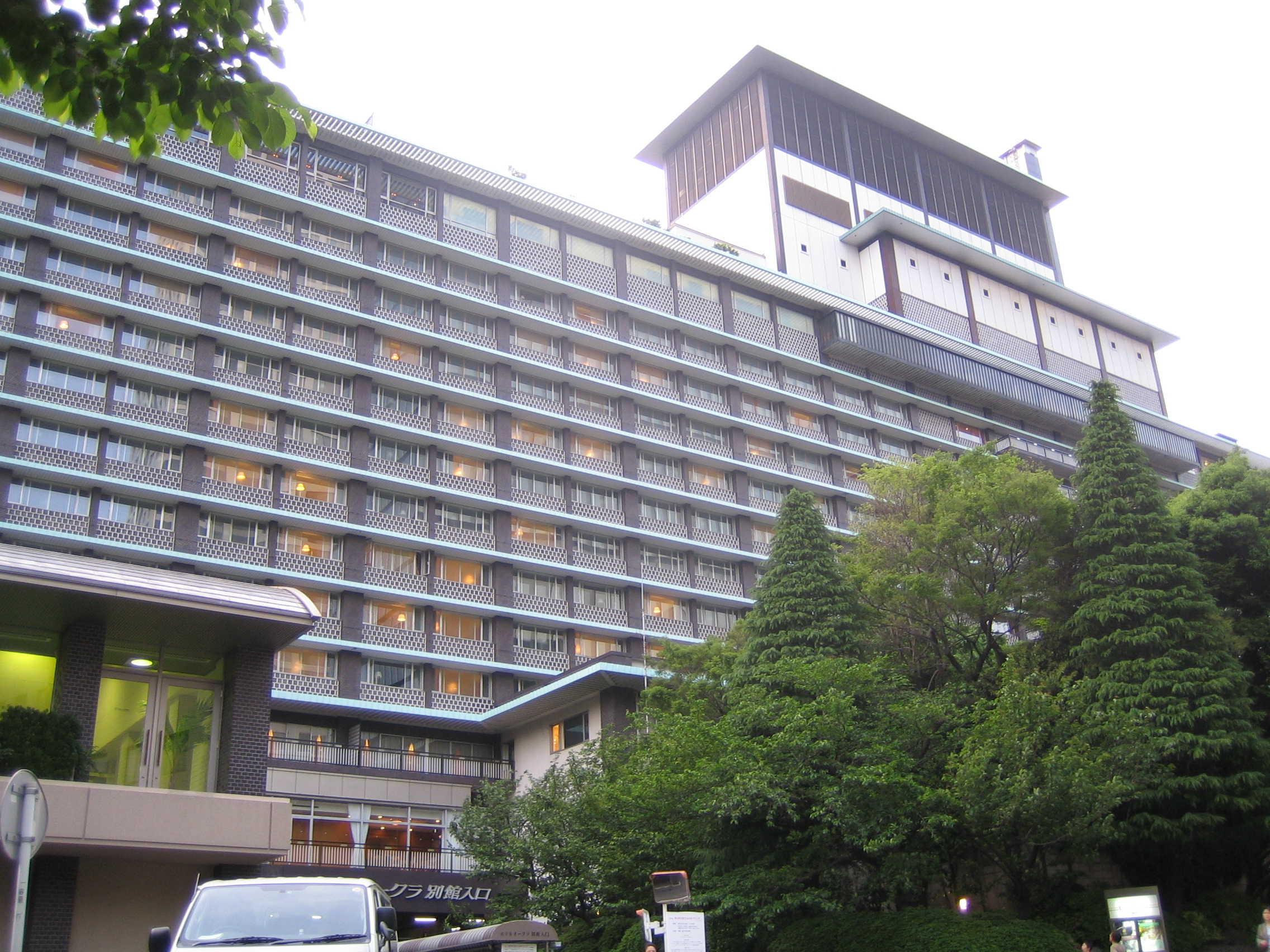
ホテルオークラ東京別館
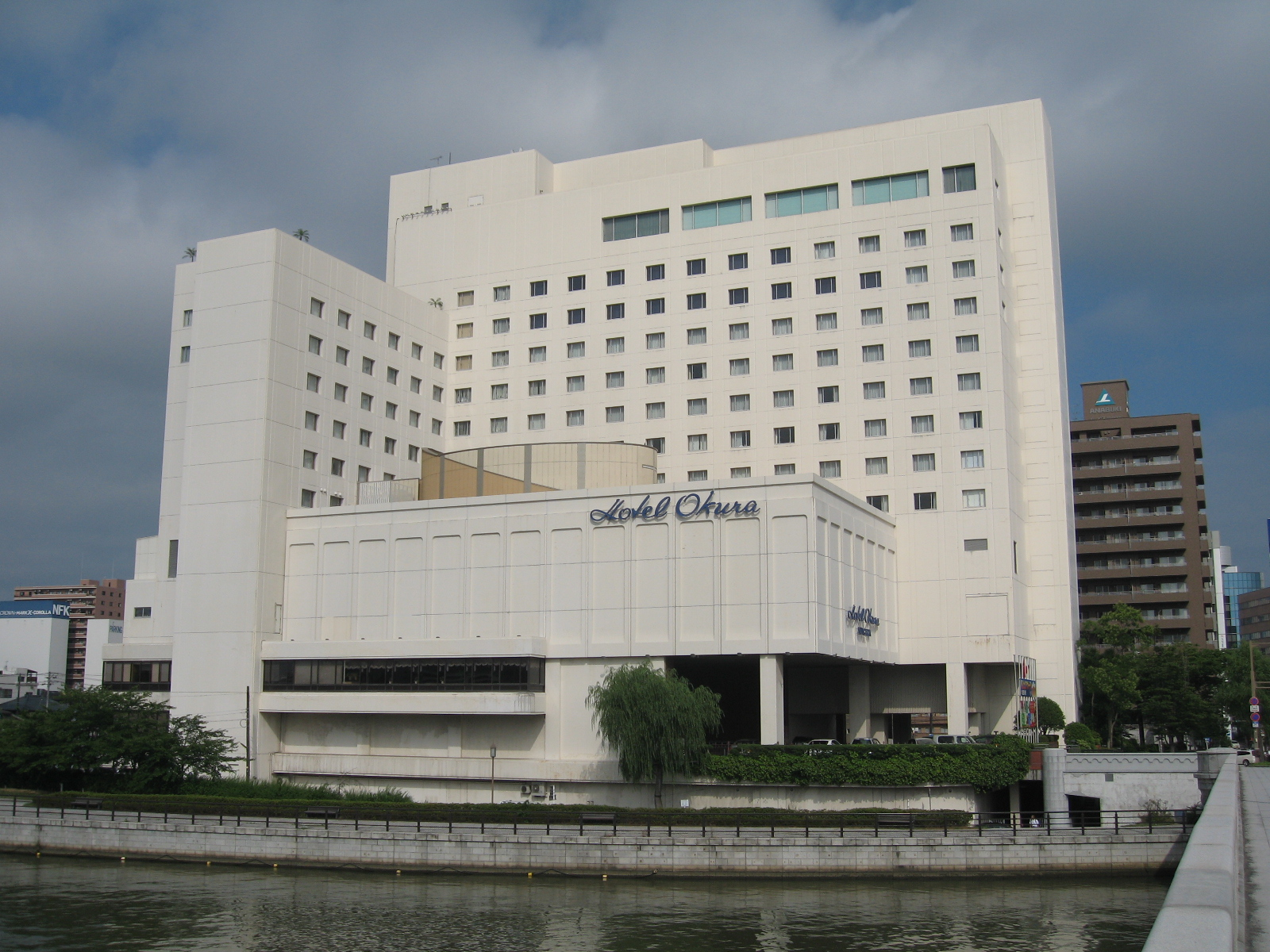
ホテルオークラ新潟
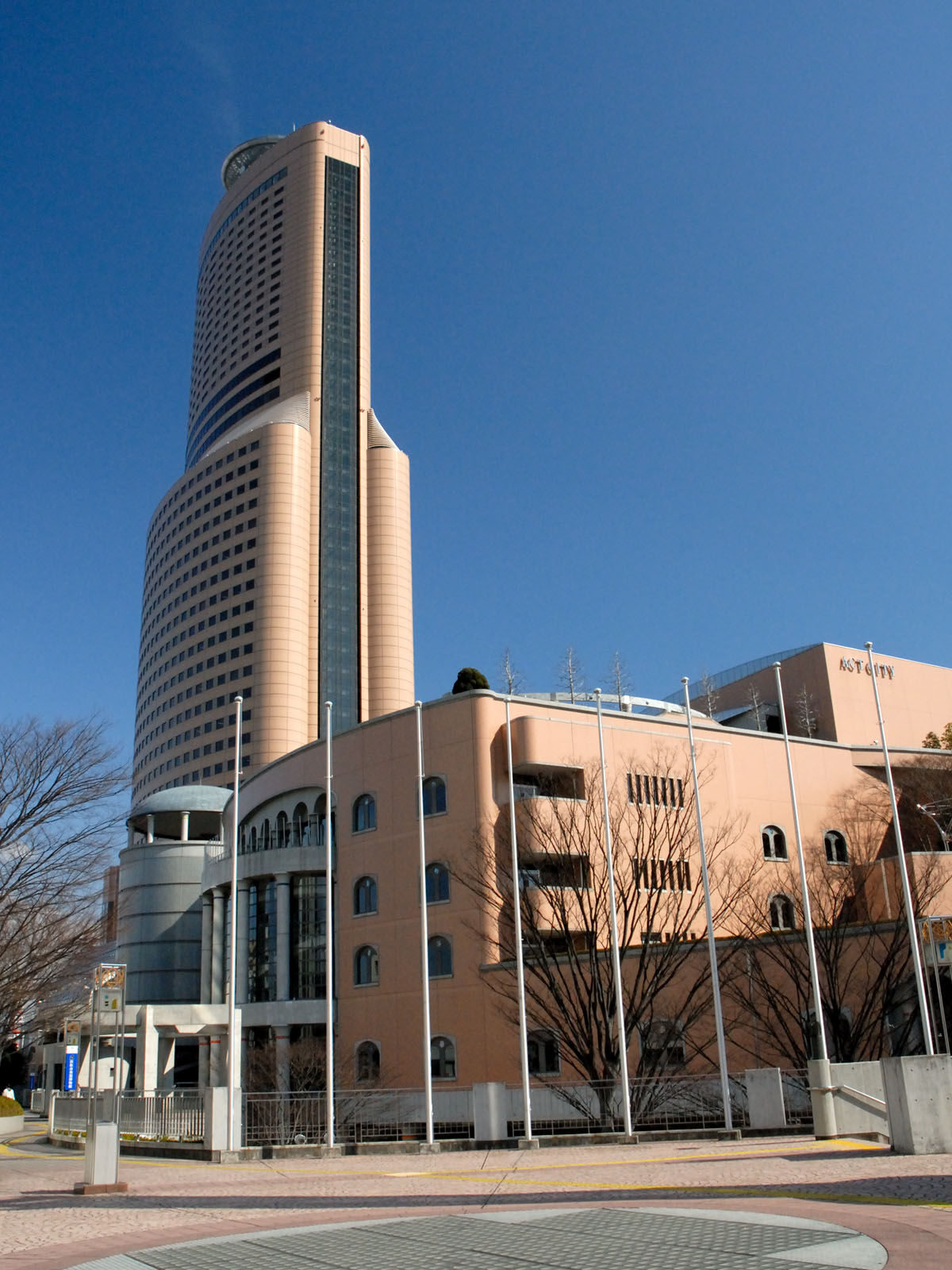
オークラアクトシティホテル浜松
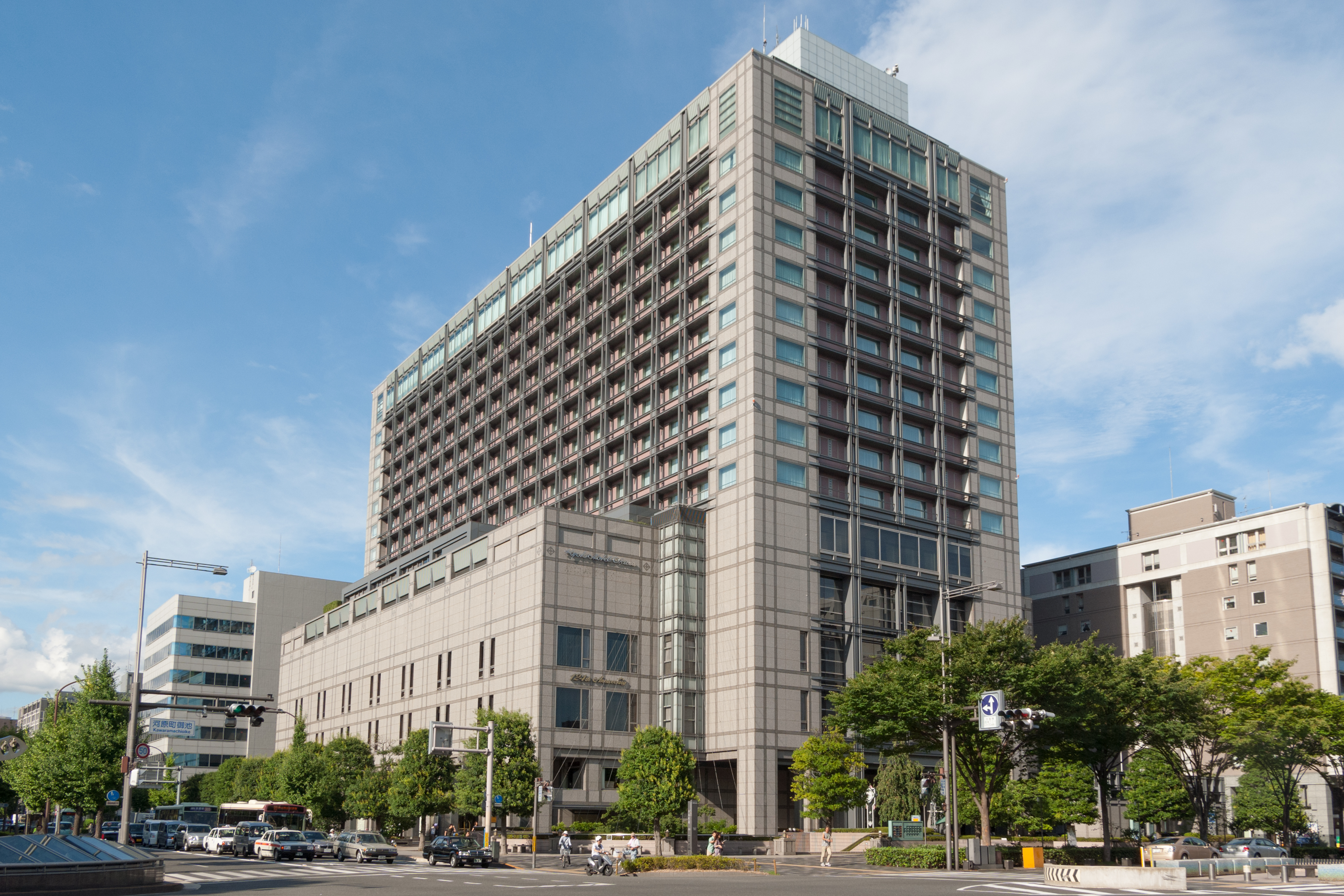
京都ホテルオークラ
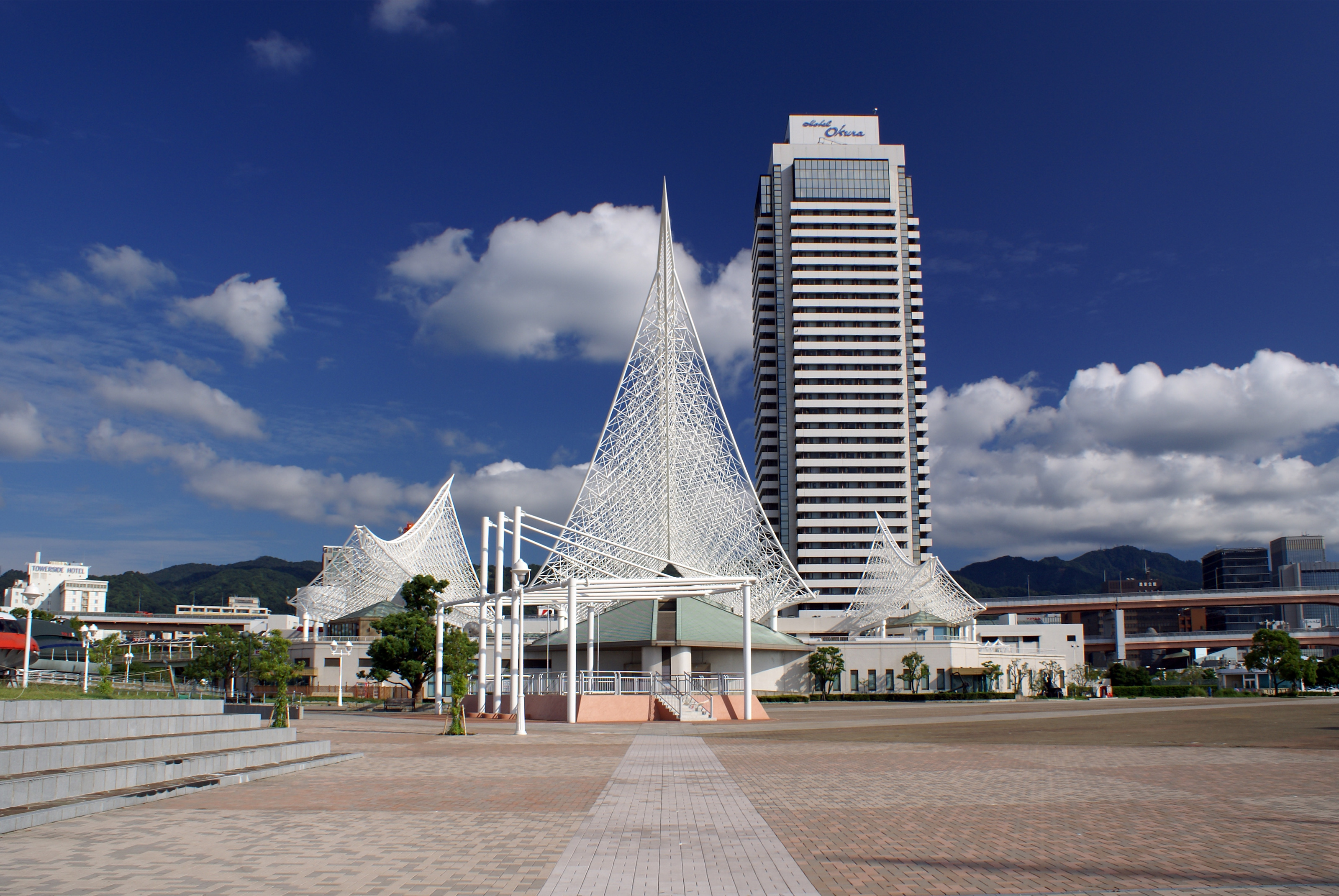
ホテルオークラ神戸
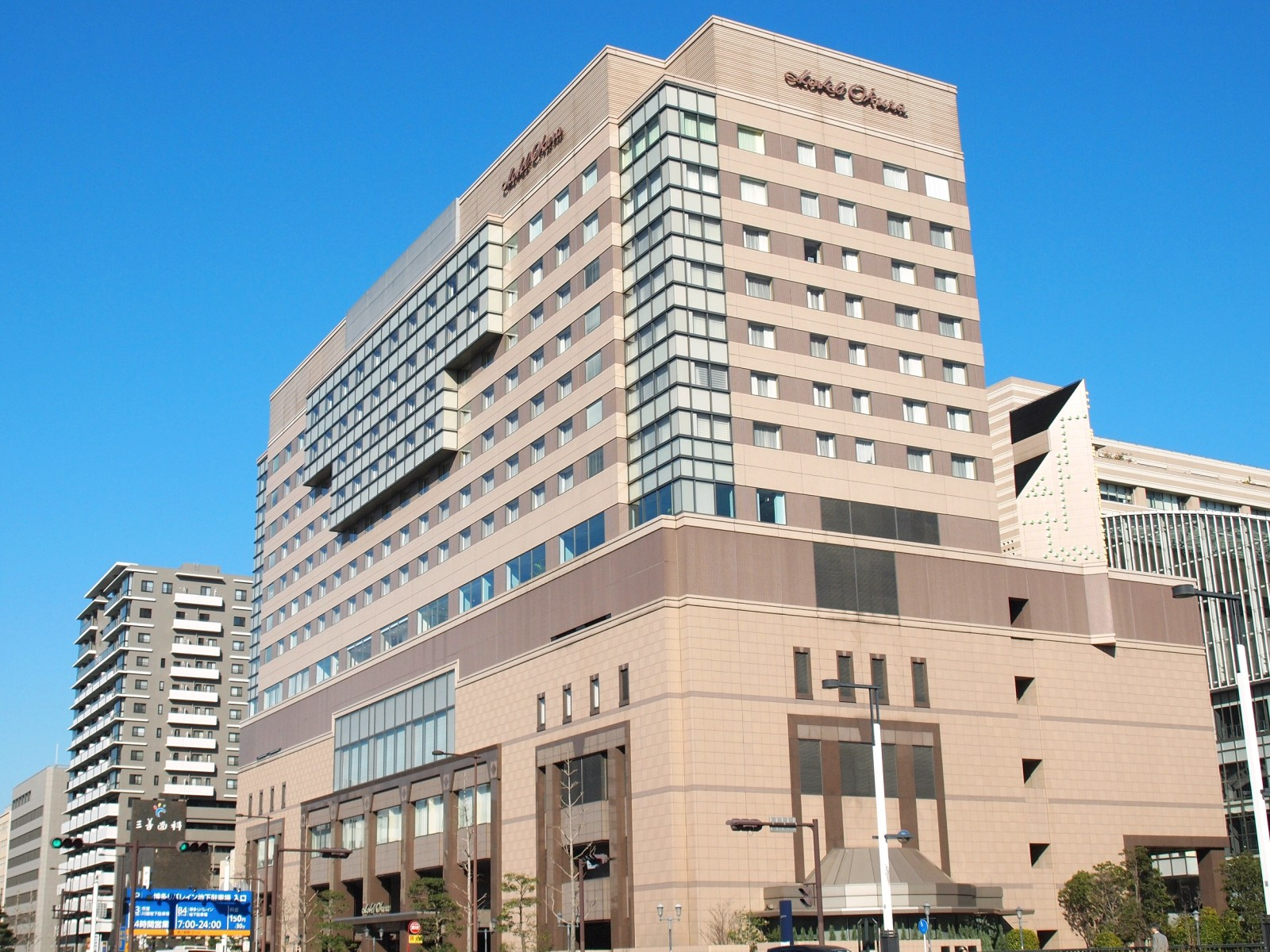
ホテルオークラ福岡
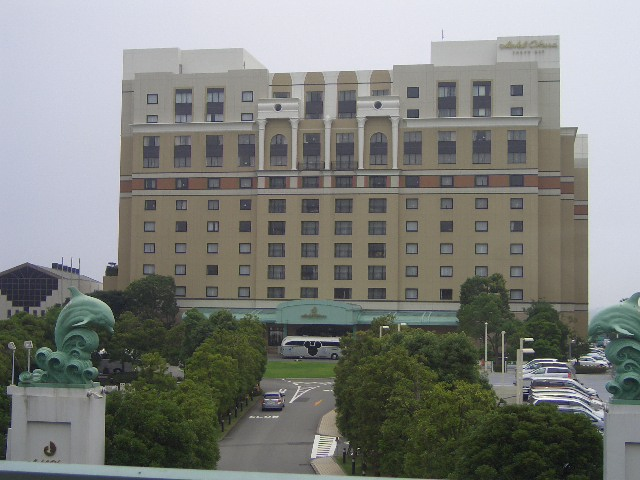
ホテルオークラ東京ベイ
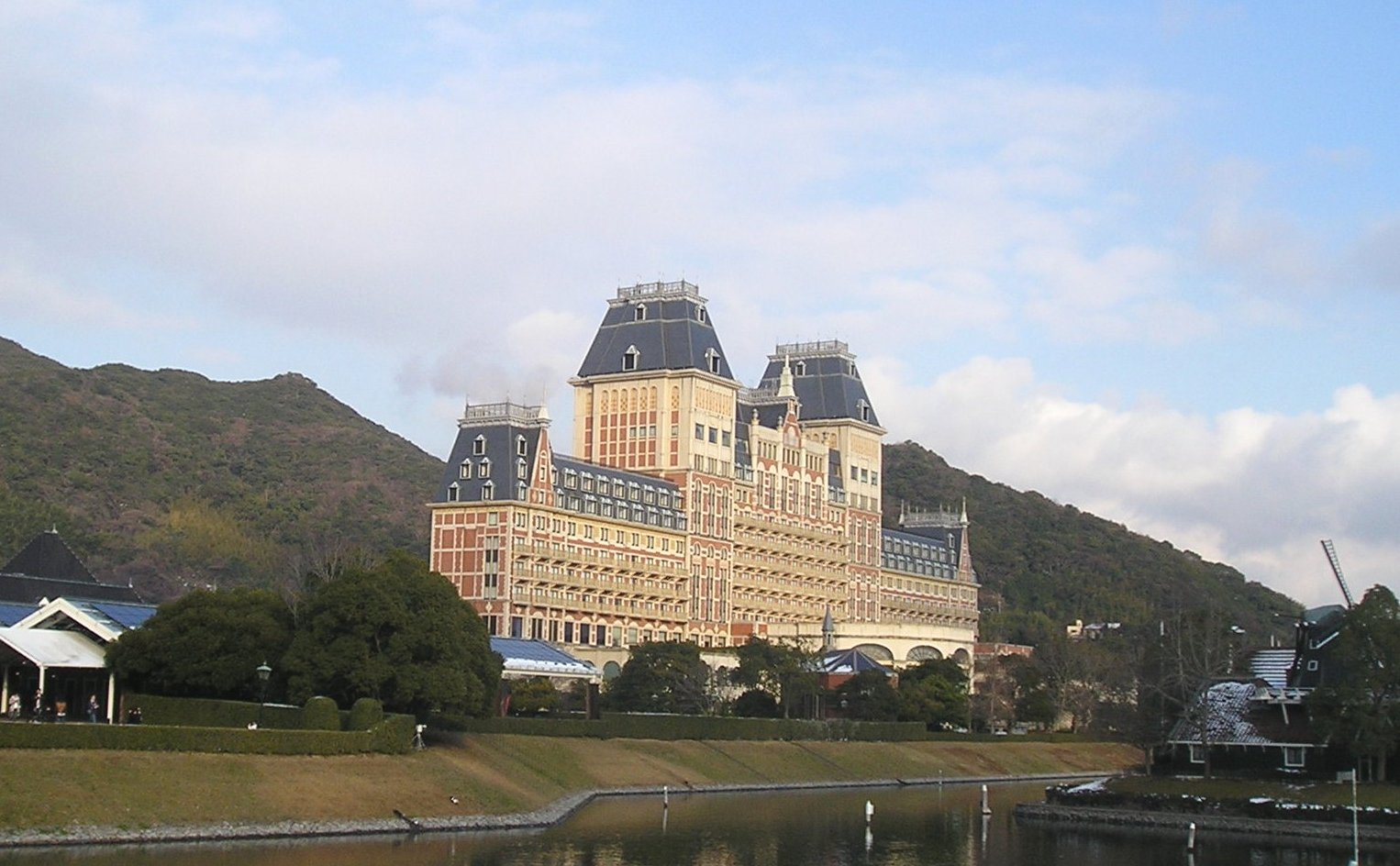
ホテルオークラJRハウステンボス
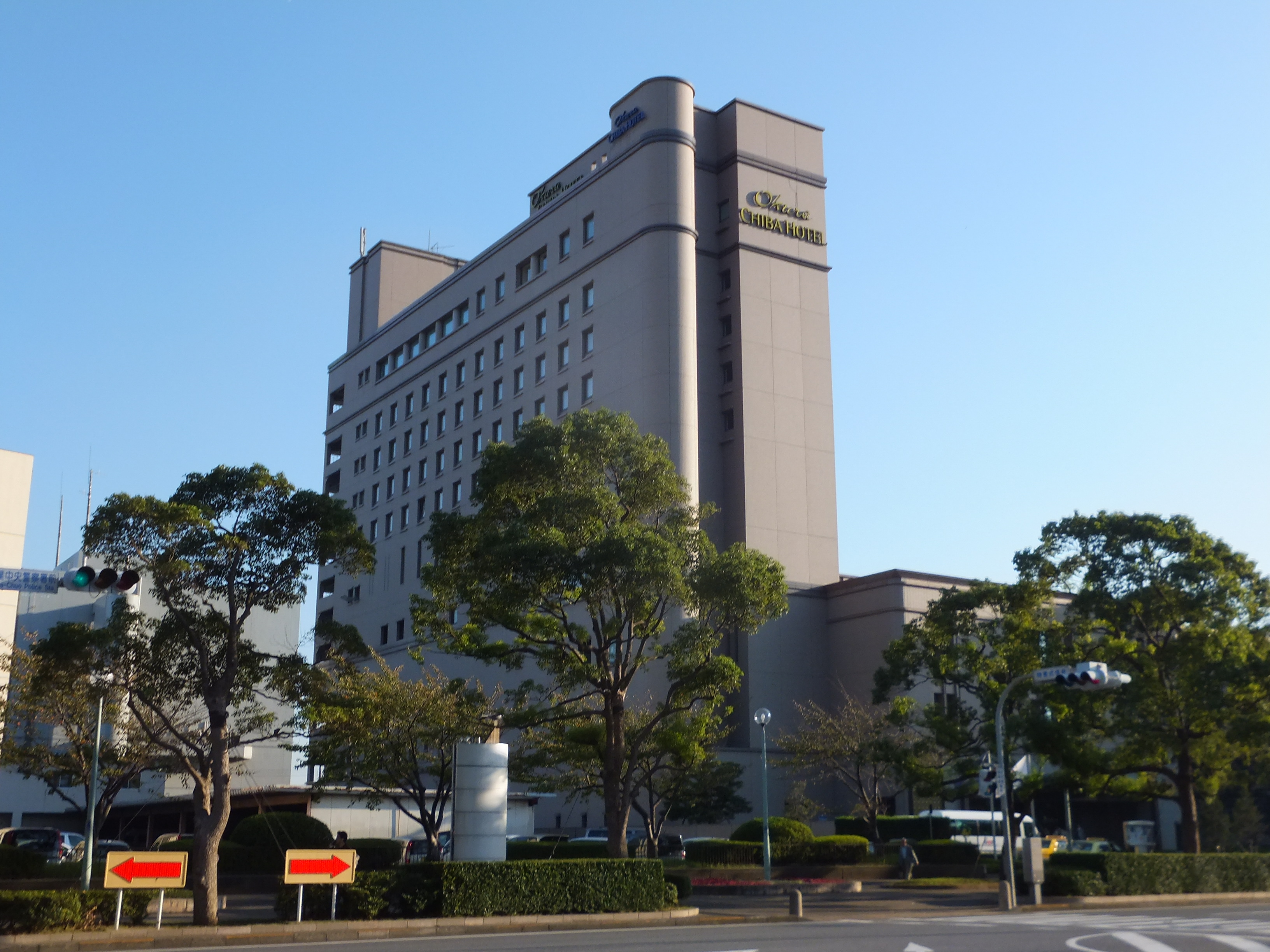
オークラ千葉ホテル

#### かつて運営、技術指導またはチェーン加盟していたホテル
- 北海道
  - ホテルオークラ札幌（札幌市中央区） - 1980年4月25日に関兵精麦と子会社アルファコーポレーションがホテルオークラと提携し「ホテルアルファサッポロ」として開業。運営会社であったアルファコーポレーションの経営悪化に伴い1997年11月にOHR脱退（1998年の倒産後、加森観光が運営承継）。不動産はあおぞら銀行に差し押さえられたが、2003年にホテルオークラ・関兵精麦・加森観光等の出資で株式会社ホテルオークラ札幌を設立、同年6月15日に新規開業の形でOHR再加盟。2021年9月20日で営業を終了[8]。
  - ホテルアルファサッポロ（札幌市中央区） - 1980年4月25日開業、2003年2月閉館。同年6月開業のホテルオークラ札幌の前身。建物は同一で経営権が異動した。
  - ホテルアルファトマム（北海道勇払郡占冠村） - 1983年12月22日開業、現在、客室は閉鎖中でレストランのみ営業中。
- 東北地方
  - ホテルハマツ（福島県郡山市） - 1991年5月18日開業、1994年6月15日OHR加盟、2004年9月契約終了。
- 関東地方
  - ホテル霞友会館（東京都千代田区三番町） - 1975年11月11日開業。外務省の外郭団体の外務精励会がオーナーでホテルオークラが運営を受託していた。外務省関係のイベントや予備校の夏季合宿の会場にも使用されていた。1998年12月閉館。跡地は高層オフィスビルとなっている。
  - オークラフロンティアホテル海老名（神奈川県海老名市） - 第一ホテル海老名として1995年7月15日開業、2001年4月1日に現名称に改称してOHR加盟後、2018年3月に運営会社である海老名第一ビルディング株式会社がレンブラントホールディングスに買収。2018年11月契約終了し、「レンブラントホテル海老名」となる。
  - オークラフロンティアホテルつくば（茨城県つくば市） - つくばセンタービル内に筑波第一ホテルとして1983年6月10日開業、1990年4月19日に筑波第一ホテルアネックス開業、1999年8月27日に筑波第一ホテルエポカル開業、2001年4月1日に現名称に改称してOHR加盟。但し、2020年4月1日に、本館は「ホテル日航つくば」、エポカル館は「ホテルJALシティつくば」にリブランド[9]。
- 中部地方
  - 赤倉観光ホテル（新潟県妙高市） - 1937年12月12日開業、2004年7月1日OHR加盟、2005年6月契約終了。
  - 川奈ホテル（静岡県伊東市） - 1936年12月6日開業、2002年5月21日に民事再生法を申請し、同年8月1日付けでコクド（現:プリンスホテル）が買収。
- 中国地方
  - ホテルオークラ岡山（岡山市中区） - 岡山国際ホテルとして1973年4月25日開業、2006年4月1日OHR加盟、2007年10月1日運営委託契約を締結し「ホテルオークラ岡山」に改称、2010年8月23日に民事再生法を申請。2010年12月27日契約終了、同年12月28日に名称を「岡山国際ホテル」に戻す。
- 九州地方
  - ホテルデンハーグ（長崎県佐世保市） - ハウステンボス内に1992年11月8日開業、1994年OHR加盟、1999年契約終了。2009年7月1日から休館、2011年7月15日「ウォーターマークホテル長崎・ハウステンボス」にリニューアルオープン。
  - ホテルヨーロッパ（長崎県佐世保市） - ハウステンボス内に1992年11月8日開業、1994年9月15日OHR加盟、2009年8月契約終了。

### 日本国外チェーン

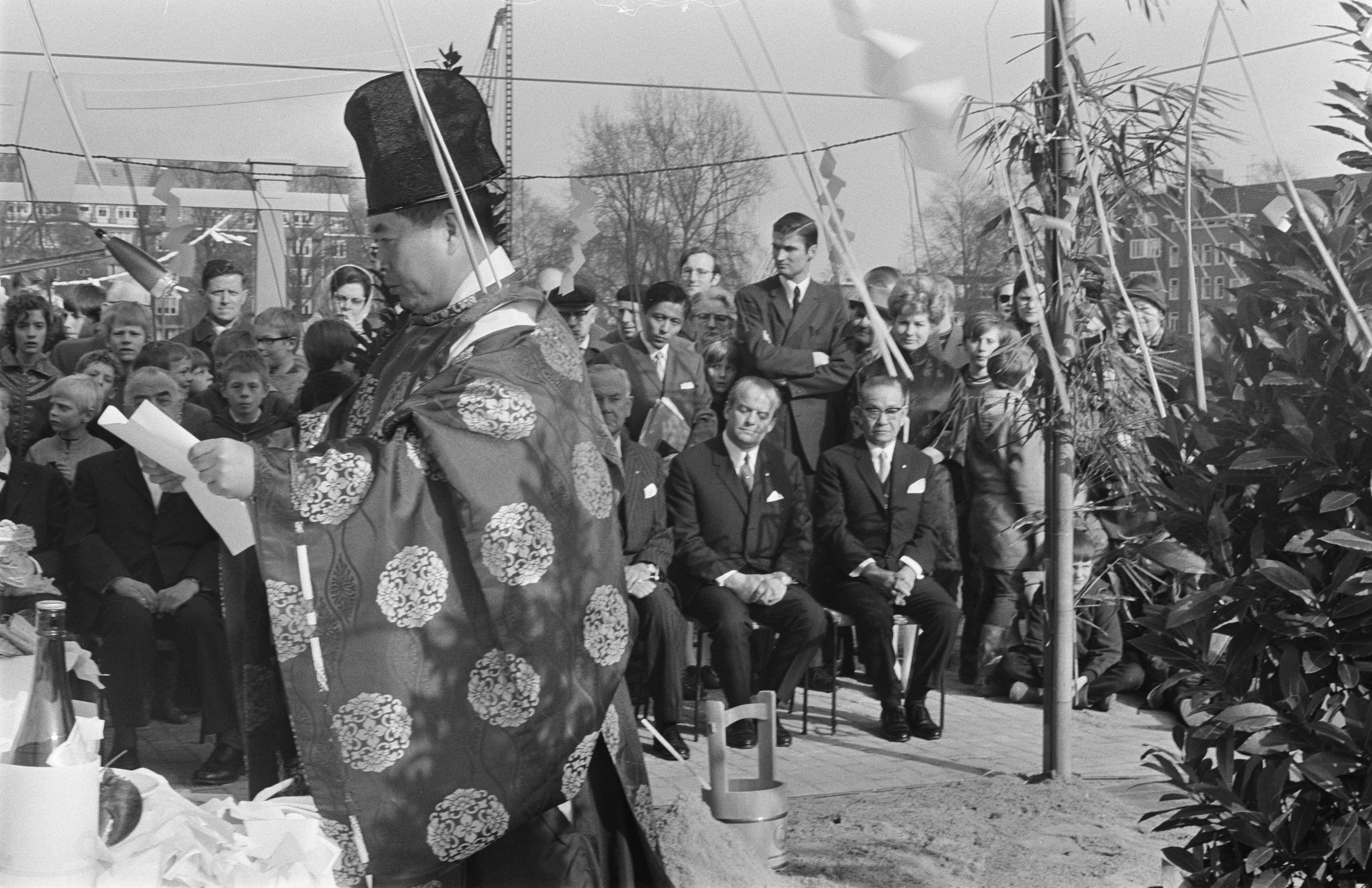
アムステルダム (1969)

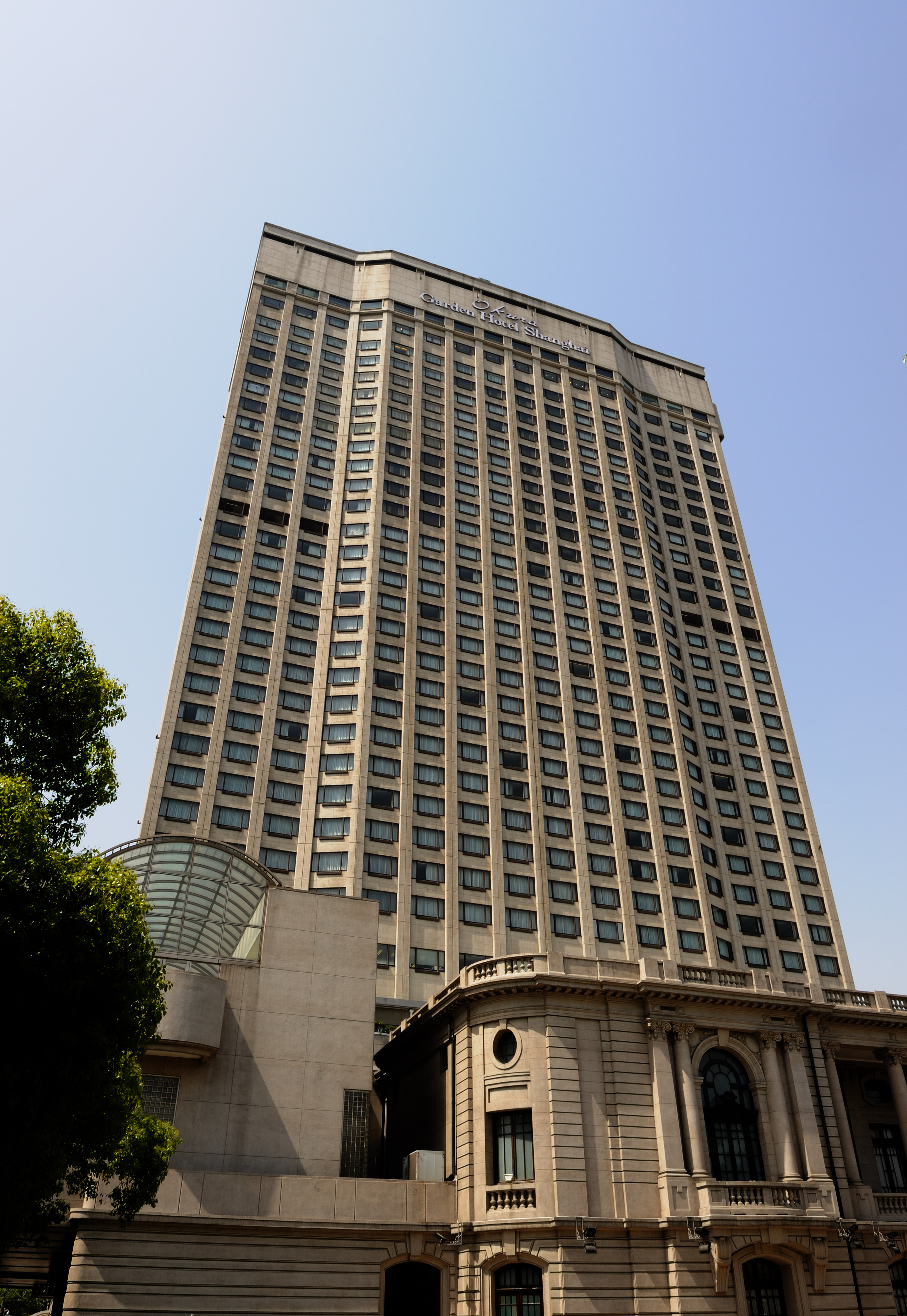
オークラ ガーデンホテル上海

- ホテルオークラ アムステルダム（アムステルダム） - 1971年（昭和46年）9月24日開業
- オークラガーデンホテル上海（上海） - 1990年（平成2年）3月20日開業
- ソウル新羅ホテル（ソウル）- 1979年（昭和54年）3月8日開業
- ホテルオークラマカオ（マカオ） - 2011年（平成23年）5月15日開業
- オークラ プレステージバンコク（バンコク）- 2012年（平成24年）5月14日開業
- オークラ プレステージ台北（中国語版）（大倉久和大飯店）（台北）- 2012年（平成24年）8月3日開業
- ザ・カハラホテル&リゾート　（オアフ島） - 1964年（昭和39年）1月22日にカハラ・ヒルトンとして開業、1996年にヒルトンの傘下を離れ、マンダリン・オリエンタルホテルグループへと運営が変わり、「カハラ・マンダリン・オリエンタル・ハワイ」に名称変更、2006年3月1日にマンダリン・オリエンタルホテルグループを離れ独立、現名称に改称、2009年（平成21年）2月1日OHR加盟。
- 済州新羅ホテル（済州島） - 1990年（平成2年）7月1日開業。
- ホテルオークラマニラ（マニラ） - 2021年12月28日開業[10]。

#### 開業予定のホテル
- ホテルオークラウラジオストク（ロシア） - 2022年開業予定[11]
- ホテルオークラマニラ ベイショア（パラニャーケ） - 2026年以降開業予定
- オークラ スパ＆リゾート カッパドキア（カッパドキア） - 2026年以降開業予定[12]。
- オークラ プレステージプノンペン（プノンペン） - 2023年開業予定[13]。
- オークラ プレステージサイゴン（ホーチミン） - 2026年以降開業予定[14][15]。
- ホテルオークラ上海佘山（上海） - 2024年開業予定[16]。

#### かつて技術指導またはチェーン加盟していたホテル
- サムドラビーチホテル（インドネシア） - 1964年（昭和39年）4月8日インドネシア政府とホテル経営指導契約を締結、1966年（昭和41年）2月15日開業、1971年（昭和46年）3月契約終了。
- アルバルクモ・パレスホテル（インドネシア） - 1964年（昭和39年）4月8日インドネシア政府とホテル経営指導契約を締結、1966年（昭和41年）3月20日開業、1971年（昭和46年）3月契約終了。
- 来来シャングリラホテル（台北） - 現シェラトン台北、1981年3月24日開業（技術指導契約）、1982年（昭和57年）3月31日契約終了。
- コナビレッジ・リゾート（ハワイ島） - 1966年（昭和41年）開業、1992年（平成4年）3月1日OHR加盟、2000年（平成12年）3月契約終了。
- グアム・ホテルオークラ ザ・タワー（グアム） - 1972年（昭和47年）12月2日にグアムホテルオークラとして開業、1991年（平成3年）10月22日タワー塔・センター塔開業、2000年（平成12年）4月1日タワー棟を「グアム ホテルオークラ ザ・タワー」、サウス・ラナイ棟を「オークラ アイランド・イン グアム」にそれぞれ名称変更、2008年（平成20年）3月31日契約終了、同年4月1日グアム アウロラ リゾート ヴィラ＆スパに改称。
- ハレクラニ（オアフ島） - 1907年（明治40年）にホー・ツリーとして開業、1984年（昭和59年）4月OHR加盟、2008年（平成20年）3月契約終了。
- ワイキキパークホテル（オアフ島） - 1987年（昭和62年）開業、2008年（平成20年）契約終了。
- マケナビーチ＆ゴルフリゾート（マウイ島）- 1986年（昭和61年）8月1日にマウイプリンスホテルとして開業、2009年（平成21年）9月17日に現名称に改称、2011年（平成23年）4月1日OHR加盟。2016年にホテルの営業を終了した。

## 関連会社
- 株式会社ホテルオークラ東京
- 株式会社ホテルオークラ神戸
- 株式会社ホテルオークラ札幌
- 株式会社ホテルオークラ福岡
- 株式会社筑波学園ホテル
- 株式会社京都ホテル
- 株式会社ホテルオークラエンタープライズ
- 株式会社ホテルオークラスペースソリューションズ
- 株式会社オークラニッコーホテルマネジメント
- 株式会社グランドニッコー東京
- 株式会社オークラニッコーホテルマネジメント金沢
- 株式会社ホテル日航大阪
- エアポートホテル運営企画株式会社
- 株式会社かずさアカデミアパーク
- 株式会社ホテルオークラ東京ベイ
- 株式会社ホテルオークラ新潟
- 株式会社アオイ・インベストメント札幌
- 株式会社コンチネンタルフーズ
- ニッコーホテルズ北京BTG有限公司
- HOTEL NIKKO (U.S.A.), INC
- HOTEL NIKKO OF SAN FRANCISCO, INC
- HOTEL OKURA AMSTERDAM B.V.

## その他

### 食材虚偽表示
2007年に大阪の船場吉兆で起きた牛肉の産地偽装事件の際には、「素材の安定的な仕入れが保証できない場合、メニューから産地を限定する表現を緩めるようにしている。」とコメントしていたにもかかわらず、2013年11月7日、ホテルオークラの宇多憲治上席執行役員、成瀬正治取締役、鈴木隆太郎広報担当部長らは消費者庁クラブにて、運営する13ホテルと関連会社3社のレストランや宴会場、ルームサービスなどにて提供した「計235品目の使用食材とメニュー表示が異なっていた」、「信頼と期待を裏切ったことをおわびする」と発表した。これま虚偽の表示で販売された総数は計約38万6千食、販売額は計約8億7千万円にも上り、同社は利用を確認することができれば返金には応じるとしている。
|   | 虚偽表示名       | 実際の食材                     |
| - | ---------------- | ------------------------------ |
| 1 | 牛肉（ステーキ） | 牛脂を注入した加工肉           |
| 2 | 芝エビ           | バナメイエビ                   |
| 3 | 雲仙地鶏         | 長崎県産地鶏                   |
| 4 | 自家製ソーセージ | 外部に製造を委託したソーセージ |

### 逸話
旧大蔵省（現：財務省）の職員が国会審議中などで徹夜勤務をし庁舎にて夜を明かす際に、自虐的に「今夜はホテルオークラ」という冗談が語られる。